# Опівнічна спека (фільм, 1996)
Опівнічна спека (англ. Blackout) — американський бойовик 1996 року.

## Сюжет
Банкір Джон Грей потрапляє під машину і втрачає частину своєї пам'яті. Коли він виходить з лікарні, у нього з'являються спогади, які не вписуються в його життя. Після дивного телефонного дзвінка і вбивства його дружини він змушений їхати в Лос-Анджелес для того, щоб розкрити злочин і зібрати воєдино своє таємниче минуле.

## У ролях
- Брайан Босворт — Джон Грей, Вейн Гаррет
- Бред Дуріф — Томас Пейн
- Клер Ярлетт — Дженні
- Марта Дюбуа — Шарон
- Джеремі Робертс — Шрам
- Ленс ЛеГолт — людина в ковбойському капелюсі
- Марі Барріентос — Сінді
- Шейла Віллс — доктор Браун
- Жерар Л'Оре — бармен 1
- Том Постер — хлопець з татуюванням
- Джим Коуді Вільямс — пияка 1
- Бред Грінквіст — суперник
- Чіп Хеллер — охоронець 1
- Рой Конрад — Гаррі
- Говард Манго — чорний в'язнень
- Деніел Немет — білий в'язнень
- Томас Розалес мол. — латиноамериканець в'язнень
- Девід Джин Гіббс — Ейс
- Джеймс Гордон МакДональд — механік
- Себастьян Кінг — Реджинальд
- Ашок Амрітрадж — свідок
- Марко Коломбо — бармен 2
- Азалеа Девіла — таємнича жінка
- Міло Браун — служитель заправки
- Джон К. Грін — поліцейський